# اندرو هوانگ
اندرو هوانگ (انگلیسی: Andrew Huang؛ زادهٔ ۸ آوریل ۱۹۸۴) موسیقی‌دان، video producer، ستارگان اینترنت اهل کانادا است.